# Дзбан

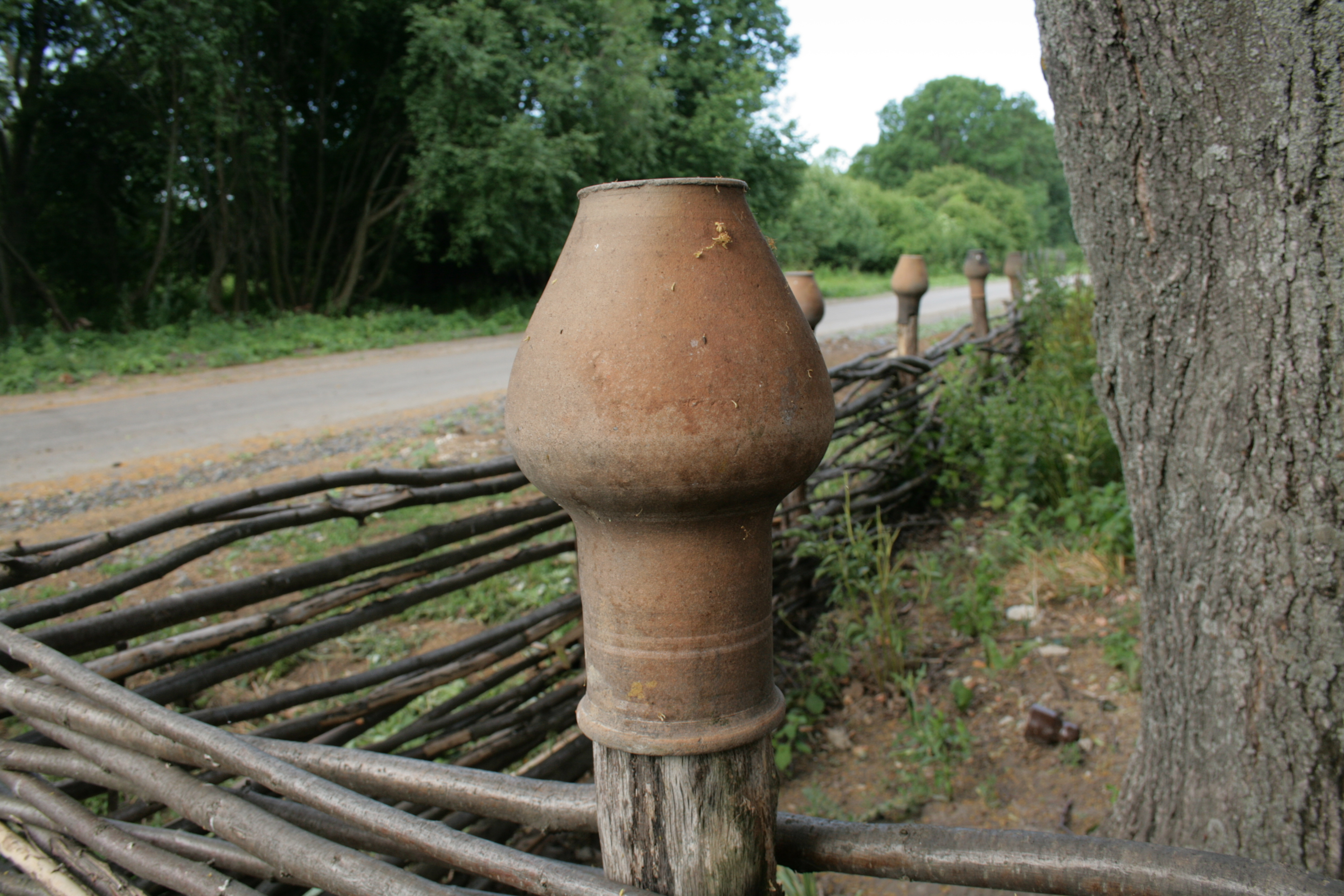
Дзбан на плоті

Дзбан, джбан, розм. жбан (біл. гладыш, збан, горлач, русин. кантув) — глекоподібний глиняний, дерев'яний або металевий посуд для води, молока, квасу. Має округлу у нижній частині форму і циліндричний верх, може мати ручку-вушко (такі посудини частіше називають глеками). Діалектна назва — «збан» («збанок», «збанка»), у Київській Русі аналогічні посудини відомі як «корчага».
Слово джбан походить від прасл. *čьbanъ, пов'язаного з *kubъ («кубок», «келих»). Варіант дзбан запозичено з польської мови — від пол. dzban (< czban).
Дзбани на жердинах плоту — одна зі складових образу типової східноукраїнської і південноросійської оселі XIX—XX ст.

## Інше

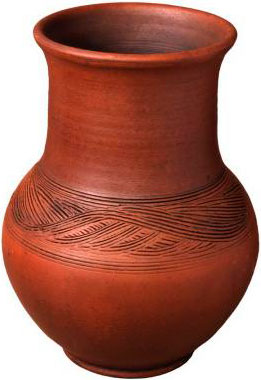
Сучасний дзбан

Посуд подібної форми у різних областях України міг носити різні назви, так само як і слово «дзбан» у різних місцевостях могло уживатися щодо різних видів посуду, як глиняного, так і дерев'яного. У російській мові співзвучним словом «жбан» зовуть переважно кінву — дерев'яну посудину для пива або вина.
Рисування дзбана — одне з вправ для розвитку рисувальних навичок — форма його відрізняється простотою і складається з кулі й циліндра.

## Приказки, мовні звороти
- До пори жбан воду носить;
- До часу збан воду носить та людей пити просить;
- Доти збанок воду носить, доки йому вухо не урветься[2]
- Хоч на мені жупан дран, єсть у мене грошей джбан[7]

## Цікаві факти
- Згідно зі «Словарем української мови» Бориса Грінченка, словом «дзба́нок» у другій половині XIX ст. називали банк («Біда велика в тім; що немає дзбанків для позички, де б можна було у всяку пору без великого клопоту і на малий процент позичать гроші»)[8] — очевидно, це є прикладом народної етимології незрозумілого слова.
- У сучасному польському молодіжному сленгу слово dzban («глек, карафа») вживається в значенні «дурень»[9].

## Галерея

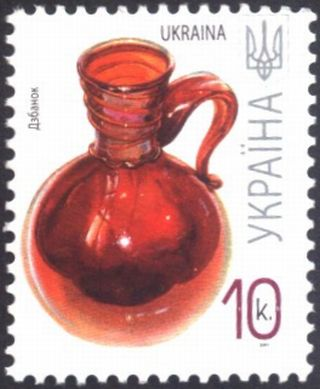
Поштова марка "Дзбанок, 10к.", Пошта України, 2007 рік